# Devin Gray
Devin Gray (* 7. Juni 1983) ist ein US-amerikanischer Jazz- und Improvisationsmusiker (Schlagzeug).

## Leben und Wirken
Gray begann mit sieben Jahren Schlagzeug zu spielen und war während seiner Highschoolzeit Mitglied der All State Big Band. Bereits als Jugendlicher hatte er Gelegenheit, mit Cleo Laine zu spielen und eine Meisterklasse von Christian McBride zu besuchen. Er besuchte das Peabody Conservatory of Music an der Johns Hopkins University in Baltimore, wo er als Stipendiat u. a. bei Gary Thomas, Howard Curtis und Michael Formanek Harmonielehre, Improvisation und Jazz-Vibraphon studierte, außerdem Perkussion. Seine Studien setzte er am Banff Centre for the International Jazz and Creative Music Workshop in Alberta fort. Dort hatte er Unterricht bei Gene Lake, Clarence Penn und Gerald Cleaver.
In dieser Zeit spielte Gray mit Gary Thomas, Michael Formanek und Dave Ballou und in den Formationen Birkholz Trio, Corpulent (mit Gary Thomas, Joel Grip) und The Jolly-Boat Pirates. Er begann ein Masterstudium in Jazz Performance an der Manhattan School of Music in New York City bei John Riley und Jason Moran sowie mit den Klassenkameraden Ryan Pate, Linda Oh, Robin Verheyen, John Escreet, Fabian Almazan und Stefan Schultze. Ab Mitte der 2010er Jahre arbeitete er mit Musikern wie Michael Formanek, Ellery Eskelin, Kris Davis, Chris Speed, Josh Sinton, Anna Webber, Andrea Parkins, Frank Gratkowski und Julia Kadel. Auch leitet er sein eigenes Quintett Slicing and Dicing (mit Niklas Barnö, Marcelo Gabard Pazos, Villem Bromander, Erik Lindeborg).

## Diskographische Hinweise
- Ellery Eskelin / Michael Formanek / Dave Ballou / Devin Gray Dirigo Rataplan (Skirl Records, 2012)
- Chris Speed, Kris Davis, Chris Tordini: RelativE ResonancE (Skirl Records, 2015)
- Chris Tordini / Jonathan Goldberger / Ryan Ferreira / Devin Gray: Fashionable Pop Music (DGM, 2016)
- Ingrid Laubrock / Cory Smythe / Devin Gray Sound Clouds Trio (DGM, 2017)
- Elias Stemeseder / Jeremy Viner / Kim Cass / Devin Gray Meta Cache (DGM, 2018)
- Ellery Eskelin / Michael Formanek / Dave Ballou / Devin Gray: Dirigo Rataplan II (Rataplan Records, 2018)
- Algorhythmica Quartet: Algorhythmica Quartet (Rataplan Records, 2019, mit Maria Grand, Mara Rosenbloom, Carmen Rothwell)
- GPS Trio: Blast Beat Blues (Rataplan Records, 2019, mit Chris Pitsiokos, Luke Stewart)
- Socialytics: Socialytics (Rataplan Records 2020, mit Dave Ballou, Ryan Ferreira)
- Gerald Cleaver & Devin Gray: 27 Licks (Rataplan Records 2020)
- Devin Gray Featuring Ralph Alessi / Angelica Sanchez: Melt All the Guns (Rataplan Records 2021)
- Jessica Pavone / Wendy Eisenberg / Devin Gray: Universal Dwellings (Rataplan Records 2021)
- Liz Kosack / Cansu Tanrıkulu / Devin Gray: Space Bubbles (Rataplan Records 2022)
- Most Definitely (Rataplan Records 2023, solo)
- To the Point (2024), mit Robin Verheyen, Bram De Looze, Nicolas Thys
- Devin Gray, Ralph Alessi & Myslaure Augustin: Melt All the Guns II (Rataplan, 2024)

Als Sideman
- Corpulent Trio: Wolfwalk (mit Gary Thomas & Joel Grip) (Umlaut Records 2005)
- Daniel Guggenheim The New York Quartet: Beyond Moments and Time (Laika Records 2012, mit Peter Madsen, Sean Smith)
- Luise Volkmann Été Large: Eudaimonia (mit Florian Leuschner, Fritz Moshammer, Athina Kontou, Johannes Bigge, Julian Schließmeyer, Otis Sandsjö, Inez Schaefer, Patrick Grahl, Vincent Bababoutilabo) 2015
- Frantz Loriot Systematic Distortion Orchestra: The Assembly (mit Flin van Hemmen, Carlo Costa, Pascal Niggenkemper, Sean Ali, Nathaniel Morgan, Brad Henkel, Joe Moffett, Sam Kulik, Ben Gerstein) 2015
- Nate Wooley’s Argonautica (mit Ron Miles, Cory Smythe, Jozef Dumoulin, Rudy Royston) 2016
- Eli Wallace: Slideshow Junky I (mit Brandon Lopez) (Iluso, 2018)
- Adam Hopkins Sextet: Crickets (mit Jonathan Goldberger, Anna Webber, Ed Rosenberg, Josh Sinton) (Out of Your Head Records 2018)
- Marc Jufer Trio: Trip to the Center (mit Lisa Hoppe) (QFTF Records 2019)
- Julia Kadel Trio: Powerful Vulnerability (with Athina Kontou) (MPS 2023)
- Eva Novoa Trio: (mit Drew Gress) (577 Records, 2024)